# Lufttüchtigkeitszeugnis
Ein Lufttüchtigkeitszeugnis ist die Bescheinigung darüber, dass ein bestimmtes Luftfahrzeug sich in einem Zustand befindet, der einen sicheren Flugbetrieb erlaubt.
Ein solcher Zustand der Lufttüchtigkeit ist gegeben, wenn alle geforderten technischen und betrieblichen Anforderungen erfüllt sind.
Das Zeugnis ist eine Voraussetzung dafür, ein Luftfahrzeug zu betreiben.
Die englische Bezeichnung ist Airworthiness Certificate (CS).
Die Europäische Kommission legt mit Hilfe einer Verordnung die Durchführungsbestimmungen für die Erteilung von Lufttüchtigkeitszeugnissen fest.
In der Bundesrepublik Deutschland erfolgt die Erteilung dann auf dieser Grundlage durch das Luftfahrt-Bundesamt (LBA).
Nur wenn eine Musterzulassung vorliegt, kann ein Lufttüchtigkeitszeugnis ausgestellt werden.
Der Halter des Luftfahrzeuges und der Halter der Musterzulassung sind für die Aufrechterhaltung des Zeugnisses verantwortlich.